# خانه مجتهدی (نیشابور)
خانه مجتهدی مربوط به اواخر دوره قاجار و دوره پهلوی است و در شهرستان نیشابور، شهر نیشابور، خ امام خمینی، خ خاتم النبیین، خاتم النبیین ۱ واقع شده و این اثر در تاریخ ۱۲ دی ۱۳۸۶ با شمارهٔ ثبت ۲۰۴۸۱ به‌عنوان یکی از آثار ملی ایران به ثبت رسیده است.